# Mosquée Cheikh Zayed
La mosquée « Sheikh Zayed », avec sa superficie totale de 22 412 mètres carrés et sa capacité à accueillir jusqu'à 40 000 visiteurs, est la plus grande mosquée des Émirats arabes unis et la seizième au rang mondial. Son nom vient du sheikh Zayed ben Sultan Al Nahyane, le premier président des Émirats arabes unis et commanditaire de l'édifice.
Elle contient le plus grand tapis artisanal au monde.
Elle est située à Abu Dhabi, à l'est de la capitale du même nom, à 10 km de la cathédrale Saint-Joseph.
C'est l'émirat le plus grand et le plus riche des sept États membres des Émirats arabes unis.
Sa construction s'est étendue de 1995 à 2007, soit 12 ans de travaux pour un coût total d'environ 2 milliards de dirhams des Émirats arabes unis (environ 400 millions d'euros) et est le fruit d'une collaboration d'ingénieurs et d'artisans internationaux, et de 2 500 ouvriers travaillant sur place sous 40 °C.
À Abu Dhabi, les 200 mosquées locales sont interdites d'accès aux non-musulmans, mais cette mosquée fait exception, et les touristes peuvent la visiter.

## Histoire

### Contexte et projet
Le sheikh Zayed ben Sultan Al Nahyane décida de faire construire une mosquée à Abu Dhabi, sa capitale, pour que ce lieu de culte en devienne le symbole national mais aussi une preuve de tolérance et d'ouverture sur le monde pour l'islam. Même s'il mourut en 2004, avant la fin de sa construction, son fils Khalifa ben Zayed Al Nahyane, qui lui succéda au pouvoir, continua le projet et donna le nom de son père à l'édifice terminé. Le sheikh Zayed a été enterré dans la cour de la mosquée.
Les Émirats arabes unis sont un pays riche composé de sept émirats dont celui Abou Dabi. La richesse du pays repose sur l'exploitation et l'exportation des hydrocarbures. Les Émirats arabes unis ont l'un des taux d'immigration les plus élevés au monde. Leur population a ainsi doublé entre 2005 et 2010. Selon le dernier recensement officiel en 2005, Abou Dabi comptait 562 425 habitants, et des estimations donnent environ 921 000 habitants en 2013. L'agglomération, quant à elle, regrouperait 1 310 000 habitants. Selon le recensement le plus récent du ministère de l'Économie, celui de 2005, 76 % de la population serait musulmane (85 % de sunnites et 15 % de chiites), 9 % chrétienne et 15 % autre dont les hindous et 5 % bouddhistes. Même si l’islam est la religion d’État, le gouvernement se montre tolérant envers les autres appartenances religieuses et autorise la pratique d’autres religions que l’islam. Depuis quelques années, la ville d'Abu Dhabi s'est lancé dans des projets architecturaux de prestige : la tour la plus haute de la ville, la Central Market residential tower, culmine à 374 mètres et compte 88 étages. Elle est associée à un autre gratte-ciel, la Central Market Commercial Tower d'une hauteur de 280 mètres au sein du Abu Dhabi World Trade Center signé par l'architecte britannique Norman Foster et son cabinet Foster + Partners. Les projets de musées d'Abou Dabi, tels que le Guggenheim, le Louvre et le musée national Zayed, complètent les centres d'art, comme l'ADACH. Ces constructions marquent la volonté du pays de s'affirmer face aux autres États de la région et d'attirer des touristes. La grande mosquée accueille les croyants mais elle est aussi ouverte aux touristes.

### Chronologie
- 1995 : début des travaux - 2500 personnes ont travaillé sur le chantier[3]
- 2001 : la société britannique Halcrow Group rejoint le projet[6]
- 2004 : la structure en acier et en béton, ainsi que le dôme principal sont terminés
- 2004 : la poursuite de la construction est attribuée aux sociétés Six Construct, filiale de BESIX, et Arabian Construction Company[7].
- 2 novembre 2004 : mort du Cheikh Zayed ben Sultan al Nahyane
- 26 février 2007 : visite du prince Charles de Galles et de son épouse, la duchesse de Cornouailles Camilla Parker Bowles
- 19 décembre 2007 : célébration de la première grande prière à l'occasion de l'Aïd al-Adha

## Architecture

### Une mosquée entre rupture et continuité
La mosquée Cheikh Zayed, construite sous la direction et la supervision du sultan Bin Zayed Al Nahyan, est un mélange entre tradition et modernité. Elle est réalisée dans un style traditionnel de l'architecture islamique, avec sa composition de colonnes et d'arches surmontée de dômes. Elle a été réalisée avec des techniques de sculpture artisanale et de production moderne.  
La mosquée suit le plan traditionnelle d'une mosquée : un mur d'enceinte, une cour centrale entourée de portiques, une grande salle des prières orientée vers La Mecque dont le sol est recouvert par un tapis, quatre minarets pour l'appel à la prière. Comme les mosquées persanes et indiennes, elle utilise des dômes. La décoration intérieure suit les prescriptions islamiques : il n'y a aucune représentation humaine ou d'animaux, mais des motifs floraux, géométriques et des arabesques. Tous les arcs sont de type lancéolé. Dans la cour, les chapiteaux des colonnes représentent des fleurs de palmier dorées. 
L’architecte de la mosquée, Yusef Abdelki, s’est inspiré de plusieurs sources :
- la mosquée Abu al-Abbas al-Mursi à Alexandrie en Égypte, conçue par Mario Rossi dans les années 1920 ;
- la mosquée Badshahi à Lahore, au Pakistan ;
- le dôme et le plan de la mosquée ont été inspirés par la mosquée Badsha ;
- d’autres références de l’architecture perse, moghole (décors floraux) et indo-islamique.

Ses arcades sont typiquement mauresques, et ses minarets classiquement arabes.
Les motifs qui ornent l'intégralité de la mosquée ont été réalisés par une société d'art graphique de Milan, en Italie.

### Plan
L'édifice religieux comprend 4 minarets de 107 m de hauteur, 82 dômes et 1 048 colonnes. Le complexe de bâtiments mesure environ 290 mètres sur 420 mètres, couvrant une superficie de plus de 12 hectares, sans l’aménagement paysager extérieur et les parkings. L’axe principal du bâtiment est tourné en direction du sanctuaire musulman de la Kaaba à La Mecque, en Arabie saoudite.
Le complexe comprend un centre d’enseignement et de découverte qui propose des activités culturelles éducatives et des programmes pour les visiteurs. La bibliothèque, située dans le minaret nord-est, met à disposition des livres classiques et des publications abordant une gamme de sujets islamiques : sciences, civilisation, calligraphie, arts et numismatique, y compris quelques publications rares. La collection comprend des documents dans un large éventail de langues, dont l’arabe, l’anglais, le français, l’italien, l’espagnol, l’allemand et le coréen. 

### Structure
Réalisée sur un terrain désertique de plus de 22 000 m2 surélevé de 9 m pour dominer les environs, la structure de la mosquée repose sur plus de 6 000 piliers d'acier, traités pour résister à la corrosion provoquée par l'environnement salin. Ceux-ci sont enfoncés jusqu'à 27 m dans le sol à cause des épaisses couches de sable et de boue empêchant une bonne stabilisation de l'édifice sans des fondations solides. Ce dispositif permet aussi une bonne résistante sismique. Le tout a demandé 220 000 m3 de béton et 30 000 tonnes d'armatures en acier.

### Décorations extérieures
La structure d'acier et de béton est entièrement recouverte de 120 000 m2 de panneaux en marbre de Carrare, connu pour être l'un des plus blancs, extrait près de Pietrasanta, en Italie. Les 17 080 m2 de la cour centrale sont pavés du même marbre.

#### Dômes
Le dôme principal qui se trouve au centre de la salle de prière centrale, mesure 85 m du sol jusqu'en haut du dôme, pour un diamètre de 32,8 m ; cela fait de lui le plus grand dôme de mosquée du monde. Les dômes sont surmontés de flèches recouvertes de mosaïque en verre doré.

#### Lumières
Autour de la mosquée se trouvent 22 tours munies chacune d'une dizaine de projecteurs braqués en direction du bâtiment. La nuit, on peut donc voir un motif lunaire évoluer, selon le phase lunaire, à la surface du marbre.

### Décorations intérieures
L'intérieur de la mosquée est recouvert de 12 100 panneaux de moulures en gypse et fibre de verre. Ce sont des artisans marocains qui ont sculpté des gabarits, puis le résultat a été scanné puis sculpté à grande échelle par des machines informatisées.
Les 1 048 colonnes sont également incrustées de pierres semi-précieuses sculptées cette fois-ci par des artisans locaux.

#### Salles de prière
La salle principale, celle qui accueille les hommes pour la prière, mesure 50 m sur 55 m pour 45 m de hauteur jusqu'au dôme. Le plafond est soutenu par 24 colonnes de 33 m revêtues de marbre blanc de Macédoine, taillé à Dongguan, en Chine, incrusté de motifs floraux en nacre. Les 99 noms (qualités ou attributs) de Dieu (Allah) figurent sur le mur de la qibla en calligraphie coufique traditionnelle, conçue par le calligraphe émirati Mohammed Mandi Al Tamimi. La qibla dispose également d’un éclairage subtil à fibre optique, qui est intégré dans le cadre de la conception organique. 

##### Lustres
Le lustre principal, suspendu au dôme principal, mesure 10 m de diamètre pour 15 m de hauteur, et pèse près de 12 tonnes ; c'est le plus grand lustre du monde. Il est constitué d'inox, de feuilles de laiton plaquées or et de plaques de verre incrustées de cristaux. Au centre de sa structure, un escalier interne pour la maintenance. L'éclairage s’effectue par des diode électroluminescentes.
La mosquée est également pourvue de 2 lustres de 8 m de diamètre pour 8 m de haut, et de 4 autres lustres de 4,5 m de diamètre.
Les plaques de verre incrustées ont été réalisées en Autriche, et le reste des lustres construit et assemblé à Munich, en Allemagne.

##### Tapis
Le sol de la salle de prière principale est recouvert d'un tapis persan de 5 627 m2, considéré comme le plus grand du monde. Dessiné par l'artiste iranien Ali Khaliqi, puis réalisé par 1 200 tisseuses iraniennes, les 9 parties qui le composent ont été assemblées à l'aide de nœuds par une cinquantaine d'ouvriers. Il pèse en totalité 47 tonnes, dont 12 de coton, et le reste en laine. Il aurait coûté 30 millions d'AED (soit environ 6 millions d'euros),.

## Sources